# Narcissus buxtonii
Narcissus buxtonii är en amaryllisväxtart som beskrevs av Karl Carl Richter. Narcissus buxtonii ingår i släktet narcisser, och familjen amaryllisväxter. Inga underarter finns listade i Catalogue of Life.